# Manuel Seoane (político)
Manuel Seoane Corrales (Chorrillos, 1 de noviembre de 1900-Washington D. C., 10 de septiembre de 1963) fue un abogado, periodista y político peruano, uno de los miembros fundadores del Partido Aprista Peruano. Después de Haya de la Torre, fue el líder aprista que gozó de más popularidad. Apodado “El Cachorro”. Fundador y primer director de La Tribuna, órgano de prensa de su partido.  En el seno de su partido desempeñó, entre otros cargos, la Secretaría General (1940-1948). Padeció de persecuciones y destierros al igual que el resto de sus compañeros apristas. Fue candidato a la primera vicepresidencia de la República del Perú en plancha presidencial encabezada por Haya de la Torre en las elecciones generales de 1962, las mismas que fueron anuladas.

## Biografía
Fue hijo de Guillermo Alejandro Seoane Avellafuertes (diplomático y jurista) y Manuela Corrales Melgar. Su hermano fue Edgardo Seoane Corrales, ingeniero agrónomo y también político. 
Sus estudios primarios los cursó en el Colegio de Santa Rosa (Chosica) y los secundarios en el Colegio de la Inmaculada (Lima), ambos religiosos. En 1919 ingresó a la Universidad Nacional Mayor de San Marcos. En  1920, al producirse el receso de esta a consecuencia de la lucha por la reforma universitaria, se trasladó a la Universidad Nacional de San Agustín de Arequipa donde inició sus estudios de Derecho. Ya de regreso a Lima en 1921 continuó sus estudios en San Marcos. De esa época data su amistad con Víctor Raúl Haya de la Torre, con quien compitió en las elecciones por la presidencia de la Federación de Estudiantes realizadas en octubre de 1923. Faltaba pocos votos para definir la victoria de Haya, cuando éste fue apresado por el gobierno de Augusto B. Leguía por encabezar meses antes la protesta multitudinaria contra la realización de la ceremonia de consagración de la República al Sagrado Corazón de Jesús. Seoane retiró entonces su candidatura, cediendo así el triunfo a Haya. Cuando éste fue enviado al destierro, Seoane  lo reemplazó como vicepresidente de la Federación de Estudiantes, y siguiendo su ejemplo, encabezó las protestas estudiantiles contra el gobierno de Leguía, que buscaba entonces su reelección. En 1924 fue desterrado a Buenos Aires, donde trabajó como redactor del diario Crítica.
Retornó al Perú tras la caída de Leguía en 1930 y contribuyó a la fundación y la organización del partido aprista en Lima, junto con Luis Alberto Sánchez y Carlos Manuel Cox. Desterrado nuevamente en noviembre de ese año, retornó en abril del año siguiente. El 16 de mayo de 1931 fundó el diario La Tribuna, órgano de prensa de su partido. Por entonces se graduó de doctor en Derecho en San Marcos.
En las elecciones generales de 1931 fue elegido diputado por Lima ante el Congreso Constituyente, en donde, junto con los demás miembros de la Célula Parlamentaria Aprista, ejerció una tenaz oposición al gobierno de Luis Sánchez Cerro. Todos ellos fueron apresados y desterrados, en febrero de 1932. 
Pasó a Santiago de Chile, donde asumió la dirección de la recién fundada revista Ercilla, que renovó el periodismo chileno. En 1934 retornó al Perú, durante el breve paréntesis de "apaciguamiento y concordia" ensayado por el presidente Óscar R. Benavides (1934-1935); pero tras el intento revolucionario de El Agustino, los apristas debieron volver a la clandestinidad. Seoane pasó otra vez a Chile, donde permaneció hasta 1945, cuando retornó al Perú a raíz de las elecciones generales de ese año, donde el APRA participó integrando el Frente Democrático Nacional, que llevó a la presidencia al doctor José Luis Bustamante y Rivero.
Seoane fue elegido senador por Lima, siendo nombrado primer vicepresidente de su cámara en las legislaturas de 1945-1946. Pero el partido aprista fue declarado ilegal a raíz del motín de la armada del Callao el 3 de octubre de 1948, produciéndose poco después el golpe de Estado del general Manuel A. Odría. Seoane obtuvo asilo en la Embajada de Brasil en Lima y salió del país el 12 de octubre de 1948, gracias a un salvoconducto.
En el exilio, asumió la Secretaría General de los Comités de Desterrados de Indoamérica, con sede en Santiago de Chile.
Con el retorno de la democracia en 1956 y el inicio de la llamada “Convivencia”, volvió al Perú. El 5 de julio de 1957 reanudó la edición de La Tribuna. Ejerció la representación diplomática del Perú en Holanda (1958) y en Chile (1961). Postuló su candidatura a la primera vicepresidencia de la República en las elecciones generales de 1962, que a la postre fueron anuladas. Retirado ya de la actividad política, fue convocado por la Organización de Estados Americanos y nombrado embajador itinerante de la Alianza para el Progreso ante los países de América. En el desempeño de este cargo lo sorprendió prematuramente la muerte, el 10 de septiembre de 1963.

## Obras
- Con el ojo izquierdo mirando a Bolivia (1926)
- La garra yanqui (1930)
- Nuestros fines (1931)
- Páginas polémicas (1931)
- Las calumnias contra el aprismo (1932)
- Comunistas criollos (1933 y 1935)
- Rumbo argentino (1935)
- Autopsia del presupuesto civilista (1936).
- La situación económica, política y social del Perú en 1938 (1938)
- El gran vecino (1942)
- Nuestra América y la guerra. América en la encrucijada (1943 y 1944)
- Crédito externo y justicia social (1946)
- La deuda pública (1946)
- Temas económicos (2 fascículos, 1947)
- Hacia el nuevo Ayacucho (1954)
- La carestía no es enfermedad (1958)
- Las seis dimensiones de la revolución mundial (1960).